# Illa Perdiguera
L'illa Perdiguera és una illa volcànica formada per tres cons volcànics erosionats situada al centre de la Mar Menor, en el municipi de San Javier de la Regió de Múrcia i propera a l'Illa Mayor. L'altitud màxima és de 24 metres. L'illa Perdiguera cap al sud-est s'escindeix en una península que forma una illeta unida per un tómbol. Si es considera que aquesta península forma una illa aquesta rep el nom d'illa Esparteña, per abundar-hi l'espart (Stipa tenacissima). L'illa Perdiguera és la segona més grossa de les illes que es troben en la Mar Menor (té una superfície de 25,8 hectàrees) i també molt visitada pl turisme. Hi ha serveis regulars d'embarcacions des del 5 de juny al 30 de desembre que salpen des de Santiago de la Ribera i Los Alcázares. És un paisatge protegit.